# Wendy Moore
Wendy Moore (nacida el 4 de marzo de 1958) es una periodista, escritora e historiadora inglesa. Ha producido obras sobre la nobleza inglesa, la historia social y la historia de la medicina. Su primer trabajo, The Knife Man, fue adaptado como piloto de televisión por AMC pero no fue más allá. Su segundo libro, Wedlock, actualmente está en opción para televisión.

## Carrera
Moore se graduó en Harlow College (entonces Harlow Technical College) y consiguió su primer trabajo en un periódico a los 19 años en Buckinghamshire. Más tarde se convirtió en reportera de crímenes, investigando incidentes como los asesinatos de Dennis Nilsen, además de reportera de salud.

### Escritura médica y de salud
Su trabajo en la investigación de temas médicos pronto la interesó tanto en el campo de la salud como en la historia de la medicina; dedicó el resto de su carrera a escribir sobre temas médicos. Moore se convirtió en la editora de noticias del Health Service Journal, una publicación producida por el Servicio Nacional de Salud británico. En 1991, dejó el Journal para convertirse en periodista independiente, produciendo trabajos para The Times, The Guardian, The Observer y Sunday Telegraph. También contribuyó con sus escritos al British Medical Journal y a History Today.
En 1999, Moore obtuvo un diploma en historia de la medicina de la Sociedad de Boticarios y recibió el premio Macabeo a la mejor disertación. Su biografía del cirujano escocés del siglo XVIII John Hunter se publicó como su primer libro, The Knife Man, en 2005. El libro recibió críticas positivas y recibió el premio Libro Abierto de Periodistas Médicos de 2005. En 2012, The Knife Man estaba siendo adaptado por David Cronenberg como su primer crédito televisivo.

### Wedlock
Wedlock, su segundo libro, se publicó en 2009 y detalla el abusivo segundo matrimonio de Mary Eleanor Bowes, condesa de Strathmore. Se dice que el segundo marido de Bowes, Andrew Robinson Stoney, un soldado irlandés que la engañó para que se casara y luego la persiguió después de su separación, inspiró La suerte de Barry Lyndon de Thackeray. El columnista de The Washington Post, Jonathan Yardley, afirmó que Moore «escribe una prosa vivaz y alfabetizada... Ha realizado una cantidad heroica de investigaciones, dando vida a sus personajes con singular verosimilitud y retratando el noviazgo y el matrimonio del siglo XVIII con todo detalle, sin olvidar nunca que aunque Mary Eleanor Bowes era excepcionalmente privilegiada y rica, en el fondo su suerte era la de cualquier otra mujer de su época». Al describir el libro como «meticulosamente investigado» Katie Toms de The Guardian creía que estaba «listo para una adaptación cinematográfica». Wedlock también fue reseñado por The Independent, The Daily Telegraph, y The New York Times, entre otros. El libro apareció en el club de lectura de Channel 4 en 2010 y recibió un impulso en las ventas.

### How to Create the Perfect Wife
Su libro posterior, publicado por Orion en 2013, fue How to Create the Perfect Wife. Detalla la vida de Sabrina Sidney, una niña que se dice que inspiró la historia de My Fair Lady. En una reseña se describió como «reunir una investigación minuciosa con una narración apasionante».

## Vida personal
Moore nació en Derbyshire. Vive en el sureste de Londres con su marido periodista y sus dos hijos.
Ha citado The Lion, the Witch and the Wardrobe como la mayor influencia literaria que tuvo cuando era niña. También ha leído la trilogía Luces del norte de Philip Pullman. Moore es fanática de la ficción histórica y menciona La Madonna de las siete colinas de Jean Plaidy como uno de los primeros libros que compró.

## Obras
- Endell Street: The Women Who Ran Britain’s Trailblazing Military Hospital. Atlantic Books. 2020. - Libro de la semana de BBC Radio 4 en 2020 [19]
- The Mesmerist: The Society Doctor Who Held Victorian London Spellbound. W&N. 2017.
- How to Create the Perfect Wife. Hachette UK. 2013. ISBN 978-0297863793.
- Wedlock: The true story of the disastrous marriage and remarkable divorce of Mary Eleanor Bowes, Countess of Strathmore. Crown Publishing Group. 2010. ISBN 978-0307383372. (EE. UU.) o Wedlock: How Georgian Britain's worst husband met his match. Orion Publishing Group. 2009. ISBN 978-0297857587. (Reino Unido)
- The Knife Man: The extraordinary life and times of John Hunter, father of modern surgery. Bantam Press. 2005. ISBN 0593052099.